# 248 هـ
248 هـ هي سنة في التقويم الهجري امتدت مقابلةً في التقويم الميلادي بين سنتي 862 و863.

## مواليد
- أبو مزاحم الخاقاني
- أبو الحسين بن ولاد
- ابن سريج

## وفيات
- 25 ربيع الأول - أبو جعفر محمد المنتصر بالله
- أبو علي الكرابيسي
- عبد الملك بن شعيب بن الليث
- محمد بن حميد

- موسى بن موسى
- جمادى الآخرة - بغا الكبير